# Jaime Vázquez
Jaime Vázquez Cuervo-Arango (Avilés, Asturias, 1 de febrero de 2006) es un futbolista español que juega como central en el Celta Fortuna, cedido por el Real Oviedo.

## Trayectoria
Nacido en Avilés, Asturias, Vázquez se incorporó en 2014 a la cantera del Sporting de Gijón procedente del CD Quirinal. Tras siete temporadas en Mareo, el 5 de agosto de 2021, se incorpora a las categorías inferiores del Real Madrid.
El 26 de julio de 2023 ficha por el Real Oviedo para formar  parte del equipo Juvenil de División de Honor. Debutó con el Real Oviedo Vetusta de Segunda Federación el 3 de septiembre de 2023, partiendo como titular frente al Racing Club Villalbés, cayendo derrotados en casa por 3-1.
Vázquez marcó su primer gol con el Vetusta el 18 de noviembre de 2023, anotando el gol  en casa frente al Marino de Luanco, partido que finalizo en empate 1-1. Debutó con el primer equipo el 13 de enero de 2024 partiendo como titular en la Segunda División en casa contra el SD Amorebieta. El 29 de enero de 2025 renueva con el Real Oviedo hasta 2027 y se marcha cedido al Celta Fortuna hasta final de temporada.